# Aeroportul Regional Central Illinois
Aeroportul Regional Central Illinois (IATA: BMI, ICAO: KBMI, FAA LID: BMI) este un aeroport din Comitatul McLean, Illinois, Illinois, Statele Unite ale Americii ce deservește zona Bloomington. Aeroportul a fost tranzitat în 2019 de 418.312 pasageri. A fost deschis în 1928 și numit după Central Illinois⁠(d).
Situat la o altitudine de 265 m, aeroportul dispune de 2 piste.

## Infrastructură

### Piste
Aeroportul dispune de 2 piste. Pista 02/20 are suprafața de beton și dimensiunile 8.000 picioare × 150 picioare. Pista 11/29 are dimensiunile 6.525 picioare × 150 picioare. 